# 有野郵便局
有野郵便局（ありのゆうびんきょく）は、兵庫県神戸市北区にある郵便局。民営化前の分類では集配普通郵便局であった。

## 概要
住所：〒651-1399 兵庫県神戸市北区藤原台北町6-19

## 沿革
- 1874年（明治7年）3月1日 - 五社（ごしゃ）郵便取扱所として開設[1]。
- 1875年（明治8年）1月1日 - 五社郵便局（五等）となる。
- 1879年（明治12年）10月 - 有野郵便局に改称。
- 1885年（明治18年）10月1日 - 貯金取扱を開始。
- 1896年（明治29年）7月1日 - 為替取扱を開始。
- 1964年（昭和39年）2月18日 - 電話交換事務および和文電報配達事務を有馬電報電話局に移管[2]。
- 1981年（昭和56年）12月 - 局舎新築。
- 1993年（平成5年）3月21日 - 特定郵便局から普通郵便局に局種別改定。
- 1994年（平成6年）4月4日 - 北区有野町から同区藤原台北町六丁目に移転。
- 1997年（平成9年）6月30日 - 道場郵便局（〒651-15→〒651-1501）から集配業務を移管。
- 2000年（平成12年）8月14日 - 外国通貨の両替および旅行小切手の売買に関する業務取扱を開始。
- 2007年（平成19年）2月5日 - 有馬郵便局（〒651-1499→〒651-1401）から集配業務を移管[3]。
- 2007年（平成19年）10月1日 - 民営化に伴い、併設された郵便事業有野支店に一部業務を移管。
- 2012年（平成24年）10月1日 - 日本郵便株式会社発足に伴い、郵便事業有野支店を有野郵便局に統合。

## 取扱内容
- 郵便、印紙、ゆうパック、内容証明
- 貯金、為替、振替、振込、国際送金、外貨両替・トラベラーズチェック、国債、投資信託
- 生命保険、バイク自賠責保険、自動車保険
- 地方公共団体事務（兵庫県住宅再建共済基金利用申込取次事務）
- ゆうちょ銀行ATM
- 神戸市北区内の一部地域および西宮市内の一部地域（〒651-13xx、〒651-14xx、〒651-15xxの区域）の集配業務
- ゆうゆう窓口

## 風景印
- 図柄はフルーツフラワーパークとイチゴ、スズランと菊。局名表記は「有野」
- 使用開始日は1999年（平成11年）11月1日

## 周辺
- 有馬警察署

## アクセス
- 神戸電鉄三田線 田尾寺駅から徒歩約7分
- 神姫バス 藤原台北町五丁目停留所下車
- 中国自動車道 西宮北ICから西へ約1km
- 西宮北道路 吉尾ランプから東へ約1.5km
- 駐車場あり：9台